# Robert Mapplethorpe

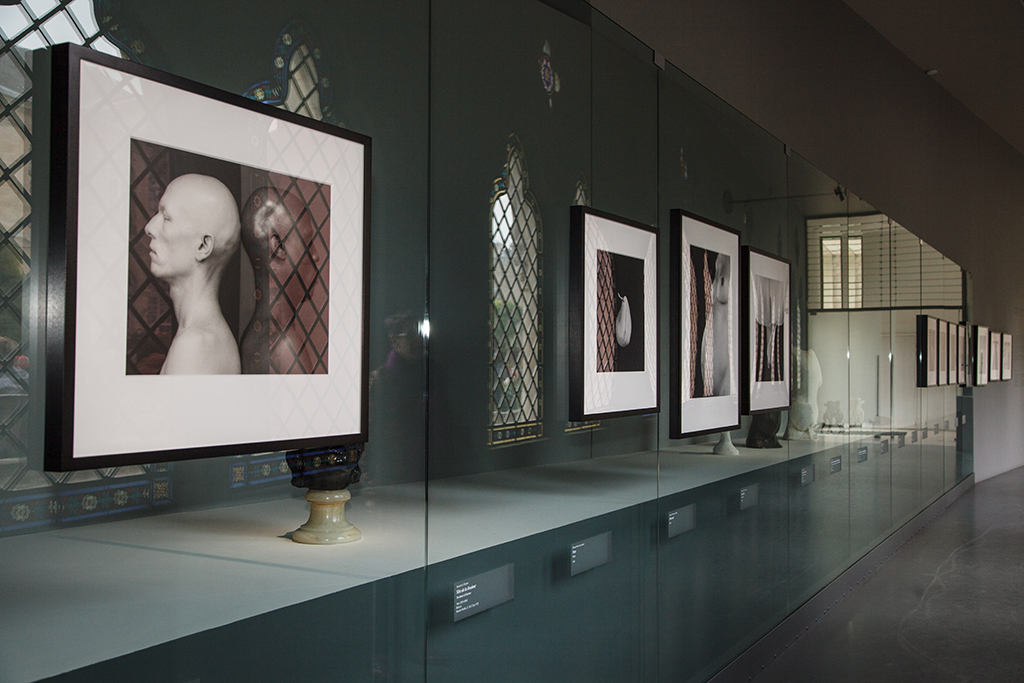
Robert Mapplethorpe på Musée Rodin i Paris 2014.

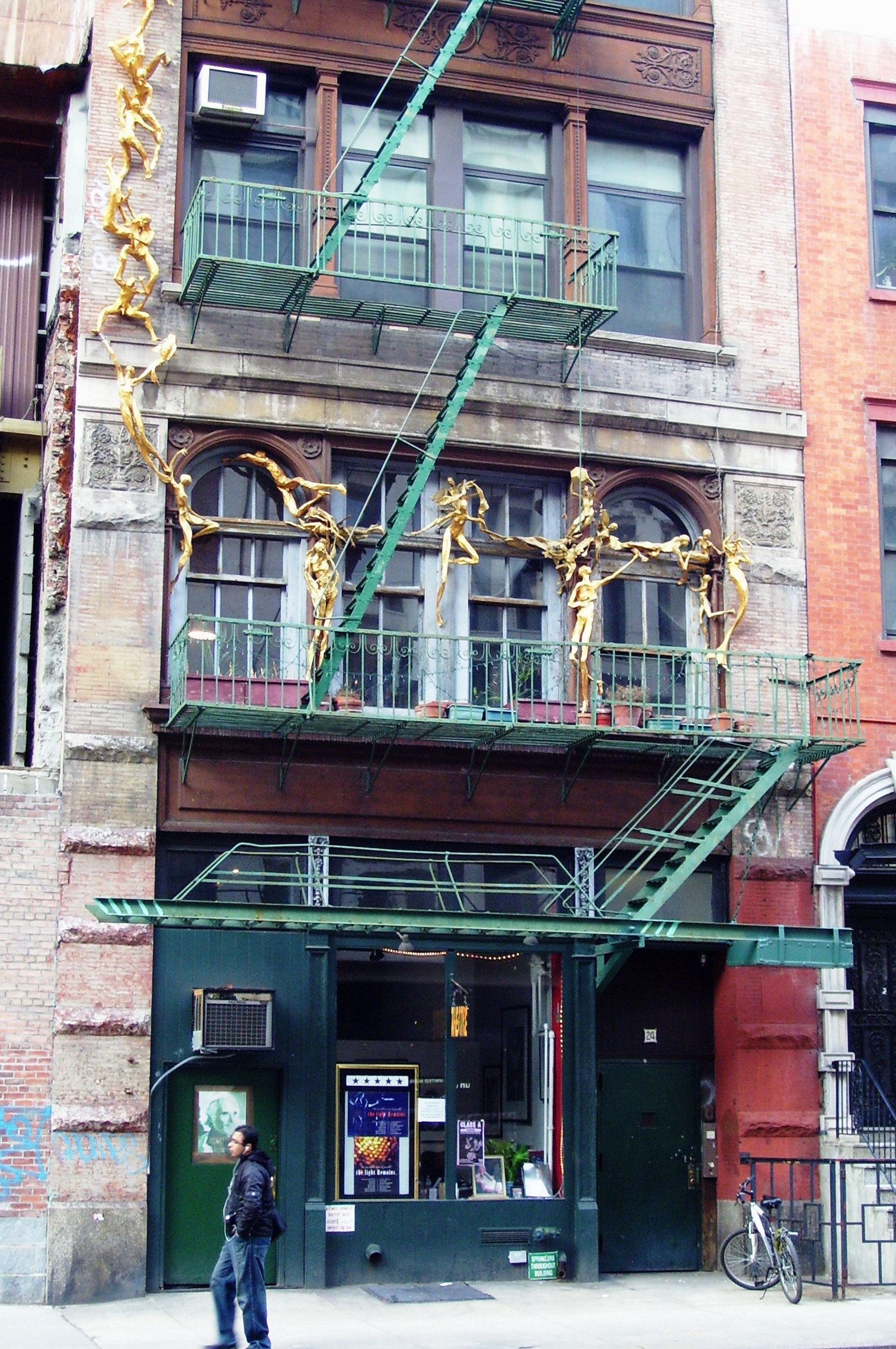
Mapplethorpes studio vid 24 Bond Street i New York.

Robert Michael Mapplethorpe, född 4 november 1946 i Floral Park i Queens i New York, död 9 mars 1989 i Boston, Massachusetts, var en amerikansk fotograf.
Mapplethorpe är framför allt känd för sina svartvita, minutiöst komponerade studiobilder, ofta med homoerotiska motiv eller blommor. Hans porträtt av bland andra Patti Smith är också välkända. Robert Mapplethorpe hade ett förhållande med och var nära vän med Patti Smith, och de bodde tillsammans i New York under delar av 1960- och 70-talen.
Mapplethorpes fotografier ger uttryck för ett klassiskt skönhetsideal; de avbildade människokropparna påminner inte sällan om antika statyer. Om formspråket är klassiskt och tidlöst så är motiven – åtminstone delvis – mer förankrade i Mapplethorpes tid och kultur, det vill säga New Yorks gayvärld på 1980-talet. Hans homoerotiska nakenstudier har vållat debatt inte minst i hemlandet USA. Mapplethorpe avled 1989 i aids, 42 år gammal.